# Liste des cathédrales de Slovaquie
Cet article recense les cathédrales de Slovaquie.

## Liste

### Église catholique romaine
Cathédrales de l'Église catholique romaine.
| Ville             | Cathédrale                                                                         | Diocèse              | Illustration |
| ----------------- | ---------------------------------------------------------------------------------- | -------------------- | ------------ |
| Banská Bystrica   | Cathédrale Saint-François-Xavier Katedrála svätého Františka Xaverského            | Banská Bystrica (en) |              |
| Bratislava        | Cathédrale Saint-Martin Katedrála svätého Martina                                  | Bratislava           |              |
| Bratislava        | Cathédrale Saint-Sébastien Katedrála svätého Šebastiána v Bratislave - Krasňanoch  | Ordinariat militaire |              |
| Košice            | Cathédrale Sainte-Élisabeth Dóm svätej Alžbety                                     | Košice               |              |
| Nitra             | Cathédrale Saint-Emmeran Bazilika svätého Emeráma                                  | Nitra (de)           |              |
| Poprad            | Co-cathédrale Notre-Dame-aux-Sept-Douleurs Konkatedrála Sedembolestnej Panny Márie | Spiš                 |              |
| Prešov            | Co-cathédrale Saint-Nicolas Konkatedrála svätého Mikuláša                          | Košice               |              |
| Rožňava           | Cathédrale de l'Assomption Katedrála Nanebovzatia Panny Márie                      | Rožňava              |              |
| Spišské Podhradie | Cathédrale Saint-Martin Katedrála svätého Martina                                  | Spiš                 |              |
| Trnava            | Cathédrale Saint-Jean Baptiste Katedrála svätého Jána Krstiteľa                    | Trnava               |              |
| Žilina            | Cathédrale de la Sainte-Trinité Katedrála Najsvätejšej Trojice                     | Žilina (de)          |              |

### Église grecque-catholique slovaque
Cathédrales de l'Église grecque-catholique slovaque.
| Ville      | Cathédrale                                                                                     | Éparchie   | Illustration |
| ---------- | ---------------------------------------------------------------------------------------------- | ---------- | ------------ |
| Bratislava | Cathédrale de l'Exaltation-de-la-Sainte-Croix Chrám Povýšenia vznešeného a životodarného kríža | Bratislava |              |
| Košice     | Temple de la Naissance de la Sainte Mère de Dieu Chrám Narodenia Presvätej Bohorodičky         | Košice     |              |
| Prešov     | Cathédrale Saint-Jean-Baptiste Chrám svätého Jána Krstiteľa                                    | Prešov     |              |